# Теотониу-Вилела (Алагоас)
Теотониу-Вилела (порт. Teotônio Vilela) — муниципалитет в Бразилии, входит в штат Алагоас. Составная часть мезорегиона Восток штата Алагоас. Входит в экономико-статистический микрорегион Сан-Мигел-дус-Кампус. Население составляет 41 498 человек (2008 год). Занимает площадь 299,1 км².

## География
Климат местности: умеренный.